# Лопатин, Вячеслав Сергеевич
Вячесла́в Серге́евич Лопа́тин (31 июля 1936, Москва — 27 января 2023, там же) — российский кинорежиссёр
, сценарист, историк. Заслуженный деятель искусств Российской Федерации.
Всю жизнь в сфере его интересов была русская история, и в особенности — XVIII век. В середине 1980-х академик Дмитрий Сергеевич Лихачев привлек Вячеслава Лопатина к работе над серией «Литературные памятники». Сборник писем Суворова, снабженный статьями и комментариями Лопатина, получил высокую оценку специалистов. После этого Вячеслав Сергеевич написал книги об Александре Суворове, Екатерине II, Наполеоне, Григории Потемкине.
Снял более сорока научно-популярных, документальных и учебных фильмов. В своей работе «Императрица Екатерина Великая» (1997) B. C. Лопатин выступил в качестве сценариста и ведущего телесериала.
Цитаты
- Почти всегда побеждают не только и не столько силой оружия, сколько силой духа.